# Бабухино (озеро)
Бабухино (Бобухинское) — озеро Ленинградской области России. Располагается на высоте 58 м над уровнем моря в Светогорском городском поселении Выборгского района.

## Географическое положение
Находится на Карельском перешейке в пограничной зоне с Финляндией, в 2 км юго-восточнее бывшего посёлка Топольки. С юго-запада озеро огибает автодорога 41К-417 (минимальное расстояние от берега — около 40 метров, с южной стороны).

## Описание
Имеет неправильную форму, близкую к овальной, вытянуто с юго-востока на северо-запад, в северо-восточной части озера в месте впадения реки Подгорной имеется залив. Длина озера — чуть менее 900 метров, наибольшая ширина — около 540 метров (в северной части озера с учётом залива, в центральной части — около 330). Максимальная глубина — 4,8 метра. Озеро проточное: с северо-восточной стороны в него впадает река Подгорная, образуя залив шириной до 150 и глубиной 2,6 метра, после чего вытекает из озера с севера в сторону озера Домашнее. С юго-восточной стороны в Бабухино впадает небольшой заболоченный ручей из озера Солнечное. Берега Бабухина отлогие, в районе устьев реки и ручья имеются обширные сплавины, имеющие ширину около 50 метров. Степень зарастания озера водной растительностью незначительна. Берега озера покрыты смешанным лесом, с северо-западной (к юго-западу от устья реки) и юго-восточной (южнее залива) сторон имеются неширокие луга.

## Ихтиофауна
Из рыб в озере обитают карась, окунь, плотва, щука. Наибольшая численность рыбы отмечается в районе устья и истока рыбоходной реки Подгорной, вдоль сплавины. Эта часть озера — проходная, в период весеннего половодья плотва, устремляясь к берегу для нереста, заходит из озера в реку и наоборот. За плотвой сюда следует и хищная рыба. Поддержанию высокой численности рыбы в этой части озера способствует обилие здесь водной растительности, служащей для неё хорошим укрытием.